# Brdr. Hosbond
Brdr. Hosbond A/S er en dansk bilforhandler- og autoværkstedskæde med fire afdelinger i Nordjylland og hovedkvarter i Aalborg. De forhandler, markedsfører, servicerer og vedligeholder personbiler og varebiler af mærket Ford. Fra 2026 også Hyundai-forhandler. Brdr. Hosbond har afdelinger i Aalborg Ø, Brønderslev, Hjørring og Frederikshavn. 
I 1995 overtog Mogens og Claus Hosbond Ford-forhandleren Dalsgaard Automobiler i Hjørring og ændrede firmanavnet til Brdr. Hosbond A/S med autoriseret salg af Ford person- og varebiler. Siden 2016 er virksomheden helejet af Mogens Hosbond. I 2024 havde de ca. 104 ansatte.